# كريس غلوستر
كريس غلوستر (بالإنجليزية: Chris Gloster)‏ هو لاعب كرة قدم أمريكي في مركز الدفاع، ولد في 28 يوليو 2000 في مونتكلير ‏ في الولايات المتحدة. شارك مع منتخب الولايات المتحدة تحت 20 سنة لكرة القدم. أما مع النوادي، فقد لعب مع هانوفر 96.

## وصلات خارجية
- كريس غلوستر على موقع الدوري الأمريكي (الإنجليزية)
- كريس غلوستر على موقع قاعدة بيانات كرة القدم.إي يو (الإنجليزية)
- كريس غلوستر على موقع Soccerway.com (الإنجليزية)
- كريس غلوستر على موقع عالم كرة القدم.نت (الإنجليزية)